# Josiah Gregg
Pour les articles homonymes, voir Gregg.

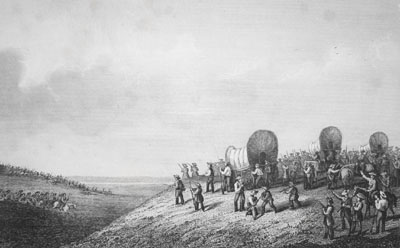
La découverte de Yucca filifera durant les guerres indiennes par la caravane de Gregg.

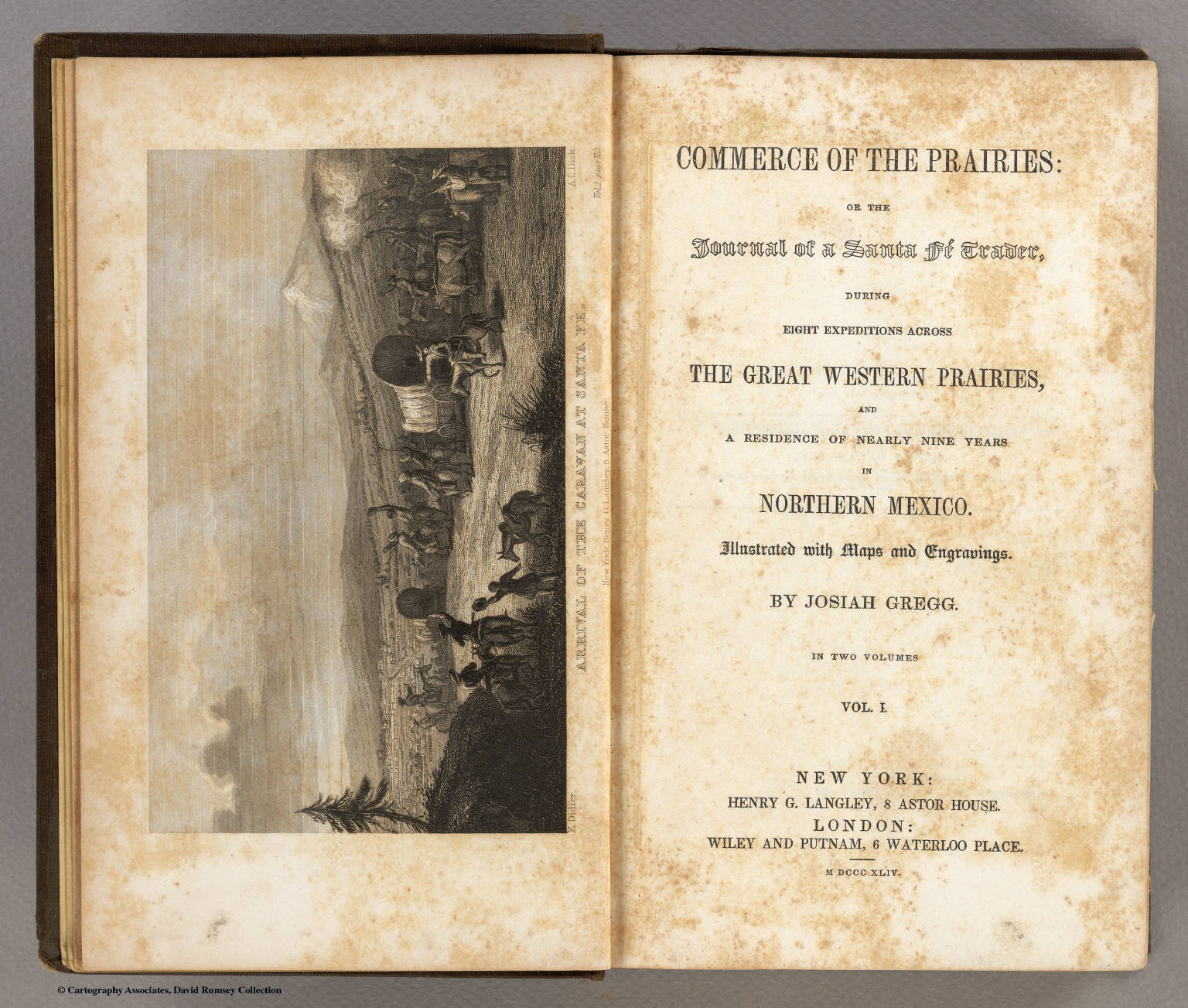
Le premier ouvrage de Josiah Gregg à mentionner Yucca filifera en 1844.

Josiah Gregg, né le 19 juillet 1806 et mort le 25 février 1850, est un marchand, explorateur, naturaliste et auteur du Sud-Ouest des États-Unis et du Nord du Mexique. Il est célèbre pour son livre Commerce of the Prairies.